# Harjagers härad
Harjagers härad var ett härad i västra Skåne, i dåvarande Malmöhus län. Det motsvaras idag av delar av Landskrona kommun, Eslövs kommun och Kävlinge kommun. Häradets areal var 1927 204,91 kvadratkilometer varav 202,93 land. . Tingsplats var från 1874 till 1967 i Marieholm med Landskrona som kansliort. Från 1948 utnyttjades även Landskrona rådhusrätts sessionssal för domstolsförhandlingar.

## Vapnet
Häradsvapnet fastställdes av Kungl. Maj:t den 10 oktober 1947: "I blått fält en springande hare å ett treberg, allt i guld".

## Namnet
Trots att häradets vapen föreställer en hare har namnet ingenting med hare och harjakt att göra. Häradsnamnet skrevs på 1300-talet Harthakærsheret. Häradet bär sitt namn efter socknarna Stora och Lilla Harrie med kyrkbyn och den gamla tingsplatsen Stora Harrie, som 1310 skrevs de Harthakræ och 1394 Harthakre magle. Harthakre betyder de hårda åkrarna. Magle kommer av det forndanska meghle, stora. 

## Socknar
I Landskrona kommun
- Saxtorp

I Eslövs kommun
- Remmarlöv
- Västra Sallerup
- Örtofta

I Kävlinge kommun
- Barsebäck
- Dagstorp
- Hofterup
- Hög
- Kävlinge
- Lilla Harrie
- Löddeköpinge
- Stora Harrie
- Södervidinge
- Virke
- Västra Karaby

samt med delar i häradet
- Norrvidinge socken hörde tidigt helt till detta härad, därefter hörde åtminstone en del till Onsjö härad
- Stehags socken en del till åtminstone 1930 i Onsjö härad

## Geografi
Häradet sträcker sig från Lundåkrabukten i Öresund i en kill österut mellan Saxån och Kävlingeån. Trakten är ett bördigt slättlandskap med många stora jordegendomar och gods.
Sätesgårdar var Ellinge slott (Västra Sallerups socken), Örtofta slott (Örtofta), Barsebäcks slott (Barsebäck), Tågerups säteri (Saxtorp, före 1899 i Rönnebergs härad) och Löddesborgs slott (Löddeköpinge).

## Län, fögderier, tingslag, domsagor och tingsrätter
Häradet hörde mellan 1669 och 1996 till Malmöhus län. Från 1997 ingår området i Skåne län.  Församlingarna tillhör(de) Lunds stift.
Häradets socknar hörde till följande fögderier:
- 1720-1863 Torna, Bara och Harjagers fögderi
- 1864-1917 Rönneberga, Onsjö och Harjagers fögderi
- 1918-1946 Eslövs fögderi för de socknar som kom att ingå i Eslövs kommun samt Virke socken
- 1918-1990 Landskrona fögderi för Saxtorps socken och till 1946 för de socknar som kom att ingå i Kävlinge kommun, men ej Virke, och till 1952 för Kävlinge, Södervidinge och Hofterups socknar och till 1967 för Dagstorps och Västra Karaby socknar
- 1946-1990 Lunds fögderi, dock ej Saxtorps socken, och bara från 1952 för Kävlinge och Hofterups socknar och bara från 1967 för Dagstorps, Västra Karaby och Södervidinge socknar
- 1952-1966 Eslövs fögderi för Södervidinge socken

Häradets socknar tillhörde följande  tingslag, domsagor och tingsrätter:
- 1683-1873 Harjagers härads tingslag i
  - 1683-1690 Onsjö, Harjagers och Rönnebergs häraders domsaga
  - 1691-1851 Torna, Bara och Harjagers häraders domsaga
  - 1852-1873 Onsjö, Harjagers och Rönnebergs häraders domsaga
- 1874-1967 (30 juni) Rönnebergs, Onsjö och Harjagers domsagas tingslag i Rönnebergs, Onsjö och Harjagers domsaga
- 1967-1970 Landskrona domsagas tingslag enbart till 1969 för de socknar som senare kom att ingå i Eslövs och Kävlinge kommuner
- 1969-1970 Frosta och Eslövs domsagas tingslag för de socknar som senare kom att ingå i Eslövs kommun
- 1969-1970 Torna och Bara domsagas tingslag för de socknar som senare kom att ingå i Kävlinge kommun

- 1971-2002 Landskrona tingsrätt för de socknar som ingick i Landskrona kommun
- 1971-2002 Eslövs tingsrätt för de socknar som ingick i Eslövs kommun
- 1971- Lunds tingsrätt för de socknar som ingick i Kävlinge kommun
- 2002- Lunds tingsrätt